# 船越光子
船越　光子（ふなこし　みつこ、1974年4月19日 - ）は、栃木県出身の女子レスリング選手である。階級は75kg級。身長167cm。

## 来歴
小学生の時に｢壬生ちびっこ教室｣でレスリングを始めた。1988年から全日本選手権75kg超級で2年連続2位となった。1990年に壬生高校へ入学すると、全日本選手権では階級を75kg級に下げて初優勝を飾った。翌年の全日本選手権でも優勝して世界選手権に出場するが4位だった。1992年には全日本選手権で3連覇するも、世界選手権では2位にとどまった。1993年には東京にある代々木クラブ所属となるが、全日本選手権では2位に終わった。1994年の全日本選手権で2年ぶりの優勝を果たすと、世界選手権でも優勝を成し遂げた。1995年の全日本選手権では5度目の優勝を飾るが、世界選手権では決勝で敗れて2連覇はならなかった。その後ケガなどもあって引退した。2004年アテネオリンピックから女子レスリングが正式採用されることに決まり、同期の元世界チャンピオンである山本美憂に「一緒に復帰しよう」と誘われたこともあったが、その気がないので断った。2011年からは「下野THUNDER KID's WRESTLING」の代表となった。

## 主な戦績
- 1988年 -　全日本女子オープン　優勝
- 1988年 -　全日本選手権　2位（75kg超級）
- 1989年 -　全日本女子オープン　優勝
- 1989年 -　全日本選手権　2位（75kg超級）
- 1990年 -　全日本選手権　優勝
- 1990年 -　全日本女子オープン　優勝
- 1991年 -　全日本選手権　優勝
- 1991年 -　世界選手権　4位
- 1991年 -　全日本女子オープン　優勝
- 1992年 -　全日本選手権　優勝
- 1992年 -　世界選手権　2位
- 1993年 -　全日本選手権　2位
- 1994年 -　全日本選手権　優勝
- 1994年 -　世界選手権　優勝
- 1994年 -　全日本女子オープン　優勝
- 1995年 -　全日本選手権　優勝
- 1995年 -　世界選手権　2位